# Ондфонтен
Ондфонте́н (фр. Ondefontaine) — коммуна во Франции, находится в регионе Нижняя Нормандия. Департамент коммуны — Кальвадос. Входит в состав кантона Оне-сюр-Одон. Округ коммуны — Вир.
Код INSEE коммуны — 14477.

## Население
Население коммуны на 2010 год составляло 319 человек.
| 1962 | 1968 | 1975 | 1982 | 1990 | 1999 | 2010 |
| ---- | ---- | ---- | ---- | ---- | ---- | ---- |
| 331  | 328  | 313  | 240  | 249  | 294  | 319  |

## Экономика
В 2010 году среди 185 человек трудоспособного возраста (15—64 лет) 144 были экономически активными, 41 — неактивными (показатель активности — 77,8 %, в 1999 году было 71,4 %). Из 144 активных жителей работали 129 человек (69 мужчин и 60 женщин), безработных было 15 (5 мужчин и 10 женщин). Среди 41 неактивных 12 человек были учениками или студентами, 15 — пенсионерами, 14 были неактивными по другим причинам.